# Jennifer Hilton
Pour les articles homonymes, voir Hilton.
 (décembre 2020).
Jennifer Hilton, baronne Hilton d'Eggardon, née le 12 janvier 1936, est une femme politique du Parti travailliste britannique et ancienne policière de la Metropolitan Police Service. 

## Biographie
Hilton est nommé pair à vie à la Chambre des lords après avoir été commandant de la police métropolitaine à Londres, au Royaume-Uni, le 14 juin 1991 en tant que baronne Hilton d'Eggardon, d'Eggardon dans le comté de Dorset. Elle est administratrice du Police Rehabilitation Trust.
En février 2016, elle est incluse dans la photographie de groupe de The Independent de 28 députés et pairs LGBT.